# Khamlung
Khamlung (nepalski: खाम्लुङ) – gaun wikas samiti we wschodniej części Nepalu w strefie Meći w dystrykcie Taplejung. Według nepalskiego spisu powszechnego z 2001 roku liczył on 293 gospodarstw domowych i 1420 mieszkańców (723 kobiet i 697 mężczyzn).